# Terug naar Oegstgeest (boek)
Terug naar Oegstgeest is een roman van de Nederlandse schrijver Jan Wolkers. Het boek verscheen voor het eerst in 1965 en is sindsdien meer dan dertig keer herdrukt. Het boek is met dezelfde titel (Terug naar Oegstgeest) verfilmd door de regisseur Theo van Gogh in 1987. Daarbij zijn ook "Serpentina's petticoat" en "Dominee met strooien hoed" gebruikt.

## Verhaal
In deze roman vertelt Wolkers over zijn jeugd. Om het hoofdstuk gaat hij door middel van herinneringen terug naar Oegstgeest, in de andere hoofdstukken gaat hij in het heden terug naar Oegstgeest. Hij beschrijft met veel gevoel voor macabere en wansmakelijke details de vaak griezelige dingen waarvan hij getuige was en hoe zijn fantasie soms op hol sloeg. Ook zijn familieleden en buurtbewoners worden rauw en ongecensureerd beschreven.
Daarnaast handelt het verhaal vaak over het afstoten van het gereformeerde geloof door Wolkers.
De broer van Wolkers heeft een belangrijke plaats in het verhaal. De haat-liefderelatie tussen de twee broers gaat gepaard met kattenkwaad en ruzie. Aan het einde van het verhaal sterft de broer van Wolkers aan een ongeneeslijke ziekte, de laatste stuiptrekking van de broer is het ballen van een vuist.
Uit het verhaal wordt duidelijk dat Wolkers zich in zijn jeugd al veel met dieren bezighield, al brengt hij hen soms onbedoeld leed toe. Hij ziet de teen van zijn kat aan voor een teek, die hij vervolgens met een metalen tang probeert te verwijderen. Hij hield in z'n achtertuin verschillende soorten insecten en bezocht tijdens zijn werk op een landhuis verschillende dieren. Ook verstopt het hoofdpersonage laboratoriummuizen wanneer hij als schoonmaker werkzaam is bij het bedrijf. Hij wil deze muizen behoeden voor een pijnlijke dood en besluit ze zelf om het leven te brengen en te begraven. Een oudere jongen ziet dit en Jan doet uit schaamte alsof hij voor de lol dieren doodt; dit ontaardt in martelpraktijken bij laboratoriumdieren waar Jan uit angst voor de oudere jongen aan meedoet.

## Trivia
- In 2004 zond de AVRO een zesdelig cabaretachtig boekenprogramma uit onder de naam Terug naar Oegstgeest, gepresenteerd door Henk Spaan met medewerking van o.a. Erik van Muiswinkel en Diederik van Vleuten.